# Polyscias aubrevillei
Polyscias aubrevillei är en araliaväxtart som först beskrevs av Georges Bernardi, och fick sitt nu gällande namn av Georges Bernardi. Polyscias aubrevillei ingår i släktet Polyscias och familjen Araliaceae. Inga underarter finns listade.